# Чемпионат Бенина по футболу
Чемпионат Бенина по футболу (фр. Championnat du Bénin de football) — высший футбольный дивизион для бенинских футбольных клубов. Контролируется Бенинской федерацией футбола.
В соревновании участвуют 14 клубов. Первый чемпионат был проведен в 1969 году. Чемпионат не проводился с 1975 года по 1977 год, 1988 году, 2000 году, 2005 году, сезон 2008/2009, 2009 году, в сезоне 2010/2011, чемпионат не закончился в 2004 году, в сезоне 2014/2015 и в 2016 году.

## Чемпионы по сезонам
| Клуб                     | Чемпионства | Последнее чемпионство |
| ------------------------ | ----------- | --------------------- |
| АС Драгонс де л'Оуэме    | 12          | 2003                  |
| Баффлес ду Боржу         | 5           | 2019                  |
| Могас 90                 | 3           | 2006                  |
| Рекуинс де л’Атлантик    | 3           | 1990                  |
| АС Порто-Нову            | 3           | 1973                  |
| АСПАК                    | 2           | 2012                  |
| Жеунес Атлетик ду Плато  | 1           | 2013                  |
| Тоннере д’Абоми          | 1           | 2007                  |
| Тоффа Котону             | 1           | 1995                  |
| Постел Спорт             | 1           | 1991                  |
| Лиайонс де л’Атакори     | 1           | 1984                  |
| Ажижас Котону            | 1           | 1981                  |
| Этойл Спортив Порто-Нову | 1           | 1974                  |
| АС Котону                | 1           | 1971                  |
| ФАД Котону               | 1           | 1969                  |

## Бывшие чемпионы
| - 1969 : ФАД Котону - 1970 : АС Порто-Нову - 1971 : АС Котону - 1972 : АС Порто-Нову - 1973 : АС Порто-Нову - 1974 : Этойл Спортив Порто-Нову - 1978 : АС Драгонс де л'Оуэме - 1979 : АС Драгонс де л'Оуэме - 1980 : Баффлес ду Боржу - 1981 : Ажижас Котону - 1982 : АС Драгонс де л'Оуэме - 1983 : АС Драгонс де л'Оуэме - 1984 : Лайонс де л’Атакори - 1985 : Рекуинс де л’Атлантик - 1986 : АС Драгонс де л'Оуэме - 1987 : Рекуинс де л’Атлантик - 1989 : АС Драгонс де л'Оуэме - 1990 : Рекуинс де л’Атлантик | - 1991 : Постел Спорт - 1992 : Баффлес ду Боржу - 1993 : АС Драгонс де л'Оуэме - 1994 : АС Драгонс де л'Оуэме - 1995 : Тоффа Котону - 1996 : Могас 90 - 1997 : Могас 90 - 1998 : АС Драгонс де л'Оуэме - 1999 : АС Драгонс де л'Оуэме - 2001/02 : АС Драгонс де л'Оуэме - 2003 : АС Драгонс де л'Оуэме - 2005/06 : Могас 90 - 2007 : Тоннере д’Абоми - 2009/10 : АСПАК - 2011/12 : АСПАК - 2012/13 : Жеунес Атлетик ду Плато - 2013/14 : Баффлес ду Боржу - 2017 : Баффлес ду Боржу - 2018/19 : Баффлес ду Боржу |  |